# James Douglas (socjalista)
James Douglas, McPherson (ur. 7 września 1878 na Ukrainie, zm. 4 grudnia 1956) – polski urzędnik konsularny i działacz socjalistyczny.

## Życiorys
Polak pochodzenia szkockiego, którego przodek został sprowadzony w połowie XIX w. celem uruchomienia cukrowni na Ukrainie. Uczęszczał do V Gimnazjum w Kijowie. W 1904 przebywał w Japonii, pełniąc obowiązki korespondenta lwowskiej gazety „Słowo Polskie” oraz realizując wraz z Józefem Piłsudskim i Tytusem Filipowiczem zadania PPS. Odbył kampanię wojenną I wojny światowej w 1 pułku artylerii Legionów Polskich (1914–1918).
W dwudziestoleciu międzywojennym pracował w polskiej służbie zagranicznej, m.in. jako konsul RP w Harbinie (1931–1933).
Jego wnukiem jest Jerzy Hardie-Douglas – burmistrz Szczecinka (2006–2018 i ponownie od 2024) oraz poseł na Sejm IX kadencji (2019–2023).

## Ordery i odznaczenia
- Krzyż Niepodległości (2 sierpnia 1931)[3]
- Krzyż Walecznych (dwukrotnie)
- Złoty Krzyż Zasługi (28 czerwca 1939)[4]